# John Monk Saunders

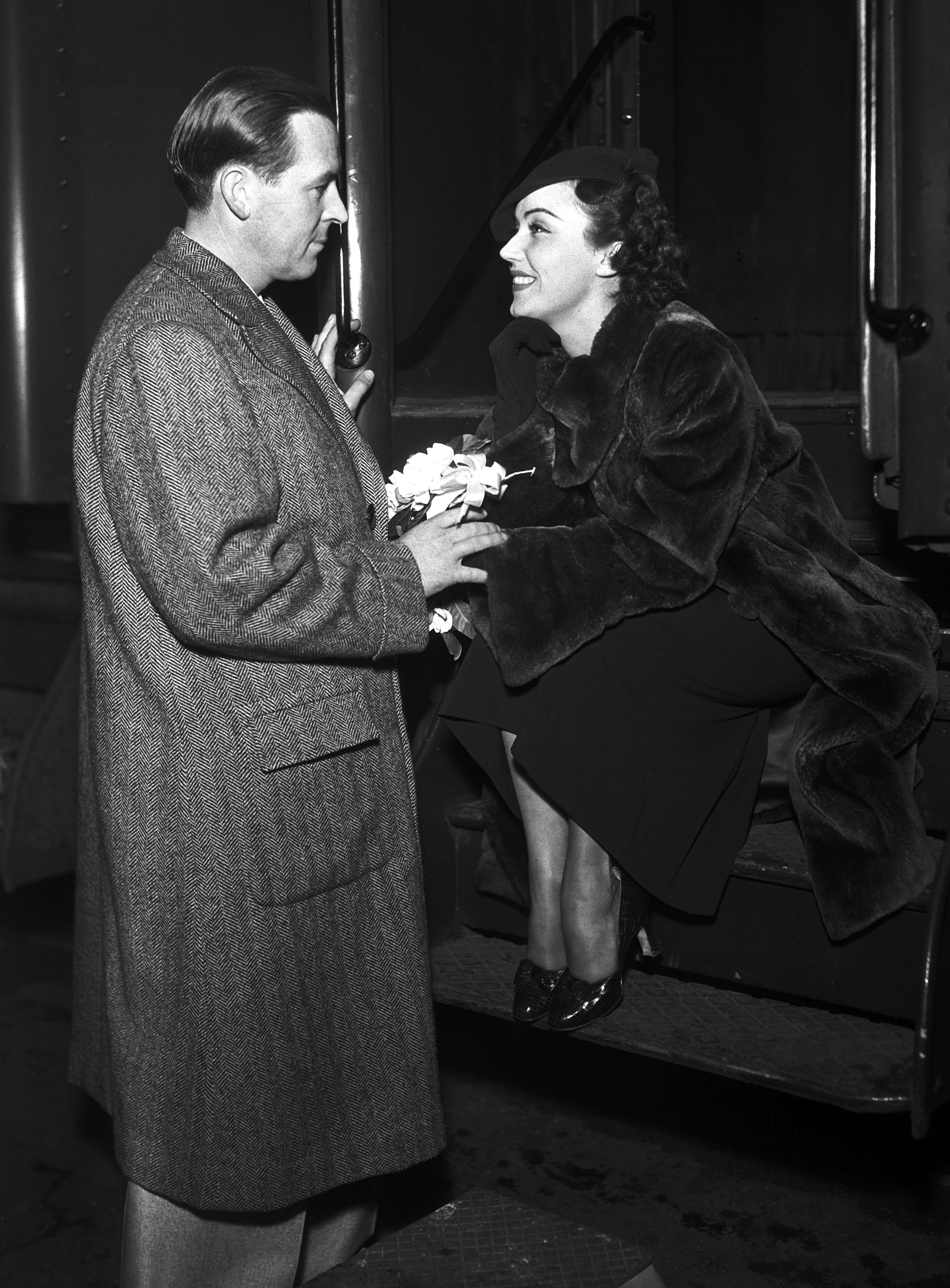
John Monk Saunders mit seiner Ehefrau Fay Wray (1930)

John Monk Saunders (* 22. November 1897 in Hinckley, Minnesota; † 10. März 1940 in Fort Myers, Florida) war ein US-amerikanischer Drehbuchautor und Journalist.

## Leben
Saunders besuchte die Universität von Minnesota in St. Paul, bevor er während des Ersten Weltkrieges in der US-amerikanischen Luftwaffe diente. Nach Kriegsende erhielt Saunders ein Rhodes-Stipendium und studierte an der Universität von Oxford. Von 1922 an war der Journalist mit Avis Hughes verheiratet, ließ sich aber 1927 scheiden und heiratete kurz darauf die Schauspielerin Fay Wray. Nach zwölf Jahren wurde auch diese Ehe 1939 geschieden. Ein Jahr später nahm sich Saunders, der zeit seines Lebens mit Alkohol- und Drogenproblemen zu kämpfen hatte, in Florida das Leben.

## Leistungen
Nach seinem Studium arbeitete Saunders für verschiedene Zeitungen und Zeitschriften wie die Los Angeles Times, Cosmopolitan und die New York Tribune. Im Jahr 1924 war er Mitherausgeber des American Magazine. Saunders verfasste Kurzgeschichten und Romane, zumeist über seine Erlebnisse als Pilot im Ersten Weltkrieg. 1925 entstand Saunders erstes Drehbuch in Zusammenarbeit mit Gerald C. Duffy. Das Script zu der Komödie Too Many Kisses basierte auf Saunders Geschichte A Maker of Gestures . Im gleichen Jahr erschien Amor im Wolkenkratzer, die Verfilmung eines Bühnenstücks von Saunders, wieder unter der Regie von Paul Sloane. Die Hauptrollen spielten wie schon in Too Many Kisses Richard Dix und Frances Howard.
Im Jahr 1927 erschien William A. Wellmans Film Wings. Ein Kriegsfilm, der 1929 mit einem Oscar als bester Film und einer weiteren Trophäe für die besten technischen Effekte ausgezeichnet wurde. Wellman adaptierte für Wings Saunders gleichnamige Kurzgeschichte über zwei Freunde, die sich bei Ausbruch des Ersten Weltkrieges zur Luftwaffe melden und beide die gleiche Frau lieben, am Ende aber erkennen, dass ihnen ihre Freundschaft wichtiger als die Liebe zu einer Frau ist.
In dem 1928 erschienenen Kriegsfilm Legion of the Condemned arbeiteten Wellman und Saunders zusammen am Drehbuch. Der Film, mit Gary Cooper und Fay Wray in den Hauptrollen, basiert zum Teil auf Wellmans eigenen Erfahrungen im Krieg als Pilot in der Lafayette Escadrille.
Beinahe alle weiteren Filme, die entweder Adaptionen von Saunders Kurzgeschichten waren oder für die er das Drehbuch schrieb, variierten das gleiche Thema: Piloten im Ersten Weltkrieg. Für den 1930 von Regisseur Howard Hawks gedrehten Kriegsfilm Start in die Dämmerung, erhielt Saunders 1931 einen Oscar für die beste Originalgeschichte. Die Hauptrollen spielten Richard Barthelmess und Douglas Fairbanks jr. 1938 erschien ein Remake des Films mit Errol Flynn, David Niven und Basil Rathbone in den Hauptrollen.
In seinem Drehbuch zu The Last Flight aus dem Jahr 1931, das auf seinen Kurzgeschichten Nikki and Her War Birds und A Single Lady basierte, beschrieb Saunders ähnlich wie Hemingway in The Sun Also Rises die „verlorene Generation“ der Kriegsteilnehmer. In einem Zirkel der wohlhabenden Amerikanerin Nikki treffen sich im Paris des Jahres 1919 mehrere Fliegerpiloten, die nach dem Krieg nicht mit diesem abschließen können und psychisch wie körperlich unter dessen Folgen leiden. The Last Flight erfuhr in den letzten Jahrzehnten unter Filmhistorikern eine Wiederentdeckung und gilt als bedeutende Darstellung der Lost Generation. Aus seinen Geschichten um Nikki verfasste er auch das 1931 am Broadway aufgeführte Musical Nikki. Die Titelrolle in der Broadway-Aufführung spielte Fay Wray, daneben spielte ein noch unbekannter Archie Leach alias Cary Grant die männliche Hauptrolle des Cary Lockwood (der Figur entnahm er später seinen Künstlervornamen).
In Conquest of the Air einer Dokumentation über die Fliegerei von den Anfängen bis zur Mitte der 1930er-Jahre führte Saunders für einen Teil die Regie.

## Filmografie
- 1925: Amor im Wolkenkratzer (Shock Punch)
- 1925: Too Many Kisses
- 1927: Wings (Wings)
- 1928: Die Todeslegion (Legion of the Condemned)
- 1928: Die Docks von New York (The Docks of New York)
- 1929: She Goes to War
- 1930: Start in die Dämmerung (The Dawn Patrol)
- 1931: The Finger Points
- 1931: The Last Flight
- 1933: Ace of Aces
- 1933: The Eagle and the Hawk
- 1935: Devil Dogs of the Air
- 1935: I Found Stella Parrish
- 1935: Helden von heute (West Point of the Air)
- 1936: Conquest of the Air
- 1938: The Dawn Patrol
- 1940: The Hidden Menace